# Cerkev sv. Tomaža, Rateče
Cerkev sv. Tomaža je starejša izmed dveh cerkva v Ratečah. Ladja je v osnovi romanska, prizidan ji je gotski prezbiterij. Domnevno je v njej nastal, vsekakor pa bil v njej uporabljan Rateški ali Celovški rokopis, drugi najstarejši ohranjeni pisni zapis v slovenščini. Arheologi so ob izkopavanjih v notranjosti cerkve ugotovili, da zasnova stavbe sega v poznoantično obdobje. S tem Cerkev svetega Tomaža sodi med najstarejše cerkve v Sloveniji.